# Gruppenreise
Gruppenreise (oder Gesellschaftsreise) ist im Tourismus eine Reise, bei der eine größere Anzahl von Reisenden als geschlossene Gruppe teilnimmt. Gegensatz ist die Individualreise.

## Allgemeines
Bei der Gruppenreise schließen sich mehrere Personen zusammen, um das gemeinsame Ziel einer bestimmten Reise zu erfüllen. Im Tourismus ist die Gruppenreise eine Reiseform wie die Bildungsreise, Jugendaustausch, Schulfahrt, Studienreise oder Vereinsfahrt, die oft als Gruppenreisen organisiert sind. Eine touristische Reise umfasst mindestens eine Übernachtung und mindestens zwei aufeinander abgestimmte Reiseleistungen, ansonsten handelt es sich um einen Gruppenausflug. Auch eine einzige Reiseleistung wie die Bahnfahrt genügt im Alltag zur Erfüllung der Anforderungen an eine Gruppenreise. Im Regelfall handelt es sich um eine Urlaubsreise, doch auch Geschäftsreisen können als Gruppenreise ausgestaltet sein (etwa mehrere Führungskräfte reisen zu einer Verhandlung). Die Mindestgröße der Reisegruppe dürfte bei etwa sechs Personen beginnen (Erfordernis beim Gruppenfahrschein der Bahn), doch schreiben Reiseveranstalter aus ökonomischen Gründen meist höhere Mindestteilnehmerzahlen vor.

## Arten
Gruppenreisen unterliegen folgenden Gemeinsamkeiten:
- einheitliche Reiseorganisation: ein Reiseveranstalter, Reiseziel, gleiche Reisezeit, Unterbringung, einheitliches Reiseprogramm,
- einheitliche Reisemotivation: Reiseziel oder Reiseprogramm.

Zu unterscheiden ist die geschlossene Reisegruppe, deren Teilnehmer sich geschlossen zu einer Reise anmelden, und die offene Reisegruppe, bei der der Reiseveranstalter einzelne Interessenten bucht, bis die Mindestteilnehmerzahl erreicht ist (etwa bei Studienreisen).
Rundreisen, bei denen sich die Teilnehmer unter Führung eines Reiseleiters zufällig zusammenfinden, sind keine Gruppenreise.

## Rechtsfragen
Werden Gruppenreisen bei Reisebüros oder Reisevermittlern abgeschlossen und erfüllen sie die Bedingungen einer Pauschalreise, gilt das Reiserecht der §§ 651a ff. BGB. Reiseveranstalter mit Gruppenreisen in ihrem Reisekatalog gehen in ihren Allgemeinen Reisebedingungen genauer auf die Reisegruppe ein. Hierzu gehören vor allem die Mindestteilnehmerzahl (ab 10–15 Personen oder mehr), etwaige Gruppenrabatte oder Beschränkung der Teilnehmerzahl entsprechend den Bestimmungen des Verkehrsträgers oder der Zielländer. Wird die im Reisevertrag angegebene Mindestteilnehmerzahl unterschritten, kann der Reiseveranstalter gemäß § 651h Abs. 4 BGB vom Reisevertrag zurücktreten. Besondere Bedingungen gibt es für Gastschulaufenthalte in § 651u BGB. Beim Auftreten von Reisemängeln gilt § 651i Abs. 2 BGB. Anders ist die Rechtslage, wenn Privatpersonen oder Vereine Gruppenreisen im eigenen Namen veranstalten. Hier kommt es zu privaten Haftungen der Veranstalter, die durch Haftpflichtversicherung (Veranstalterhaftpflicht) abzusichern sind. Die Veranstalterhaftpflicht deckt Schäden ab, die Dritten im Rahmen einer Veranstaltung zugefügt werden.

## Vorteile einer Gruppenreise
Der wohl wichtigste Vorteil ist der finanzielle gegenüber einer Individualreise. Beispielsweise gewähren Hotels, Museen und oft auch Besichtigungsziele einen Gruppentarif, der unter dem Preis an Einzelreisende liegt. Manche Einrichtungen gewähren bereits Ermäßigungen für kleinere Gruppen. Es gibt jedoch auch hierbei keine festen Größenbegriffe. Während Museen und Sehenswürdigkeiten die Preise häufig im Internet anzeigen, sind Preise für Gruppenpreisen in Hotels und Restaurants nur auf konkrete Anfrage zu erhalten.
Ein weiterer Vorteil ist die Reisebegleitung, die die Organisation übernimmt bzw. die Reiseleitung, die darüber hinaus mit Land und Leuten und Besonderheiten des Reisezieles vertraut machen. Diese Begleiter verbinden zwischen dem Reisenden, dem Reiseveranstalter und dem Ziel der Reise. Zudem gibt es zahlreiche Sehenswürdigkeiten (Burgen, Museen), Firmen und Transportmittel (Schifffahrt u. ä.), die oft nur als Gruppe buchbar sind und die nur für Gruppen öffnen. Auch ist der komplette Programmablauf organisiert. Man steigt beispielsweise im Stadtzentrum aus dem Bus und lästiges Parkplatzsuchen fällt weg. Nicht zu vergessen ist der gesellschaftlich-soziale Aspekt einer Gruppenreise. Man ist nicht alleine unterwegs und kann leichter neue Kontakte innerhalb der Gruppe knüpfen. Eine Reisegruppe unterliegt – wie jede soziale Gruppe – einer bestimmten Gruppendynamik.

## Nachteile einer Gruppenreise
Gruppenreisen können auf individuelle Interessen meist keine Rücksicht nehmen; das Individuum muss seine eigenen persönlichen Ziele dem Gruppenziel unterwerfen. Zeitliche Einschränkungen müssen deshalb hingenommen werden. Da ein straffer Zeitplan eingehalten werden muss, bleibt oft nicht genügend Zeit, um länger an einem Ort verweilen zu können. Ein Nachteil ist häufig, dass die Mitglieder der Gruppe in Restaurants oder im Hotel beim Speisen einerseits alle gleichzeitig erscheinen müssen und sie zum anderen oft gezwungen sind, gemeinsam mit anderen Personen an mehr oder weniger großen Tischen Platz zu nehmen.